# Hotel Schaepkens van St. Fijt

Hotel Schaepkens van St. Fijt

Hotel Schaepkens van St. Fijt is een van de oudste en grootste hotels in Valkenburg aan de Geul in de Nederlandse provincie Limburg. Het hotel ligt langs de Nieuweweg naar het centrum van Valkenburg, op loopafstand van het trein- en busstation van Valkenburg.

## Historie
Hotel Schaepkens van St. Fijt is door Familie Schaepkens van St. Fijt geopend op 1 maart 1885. Het gebouw bestond in de jaren 1880 deels uit steen en deels uit hout. Het dak was grotendeels voorzien van dakpannen maar de “Schaepskooi” had een rieten dak. Het hotel ligt langs de Nieuweweg die destijds een harde zandweg was met aan beide kanten grote eiken. Het hotel was alleen toegankelijk via een lange oprijlaan tussen deze grote bomen. Rondom het hotel lag een grote tuin met voldoende zitgelegenheid die ook binnenshuis te vinden was. Er werden vanuit het hotel ook reizen georganiseerd richting de Ardennen en de Eifel met onder meer een eigen touringcar. Deze was zwart van kleur en had de naam van het hotel in witte letters erop vermeld.

## Overname
Op 6 maart 1923 werd het hotel overgenomen door de familie Stevens en onderging het hotel meerdere veranderingen. Vanaf 1955 ontwikkelde het hotel zich verder en organiseerde het jarenlang ieder jaar de horeca-beurs van het zuiden. In 1972 is het hotel overgenomen door de familie Jaspers.

## De brand
Rond de middag van 14 april 1977 ging op het Berkelplein en over het centrum de sirene. Voor de eerste brandweerauto die uitrukte was de melding niet duidelijk: er zou namelijk ergens op de Nieuweweg een schaapskooi in brand staan. Dit bleek het café/bar gedeelte te zijn van het oude hotel Schaepkens van St. Fijt. Een paar meter achter de Schaepskooi was een van de medewerkers bezig met het verbranden van oud papier en de vlammen werden een paar meter te hoog. Door een vleugje wind vatte het rieten dak al snel vlam. Bij aankomst van de eerste brandweerwagen was het al duidelijk dat dit een grote brand was. De gehele stal grenzend aan het hotelgedeelte stond al in brand. Alle materieel van de brandweer in Valkenburg werd ingezet, maar dat bleek al snel niet voldoende en daarom werden extra korpsen opgeroepen. De korpsen van Heerlen en Maastricht kwamen met 2 wagens en autoladders ter plaatse, maar helaas was er te weinig bluswater beschikbaar. De naastgelegen percelen konden gered worden, maar het complex ging geheel in vlammen op. De familie Jaspers schakelde zo snel mogelijk een architect in en er ontstonden plannen voor de heropbouw van Hotel Schaepkens van St. Fijt. In hoog tempo werden de plannen verwezenlijkt.

## Heropening
Op 27 april 1978 werd het nieuwe hotel Schaepkens van St. Fijt heropend.
Het hotel had bij de heropbouw een nieuwe warmwatervoorziening door middel van zonnecollectoren laten installeren en was hiermee uniek in Nederland.